# André Parent
Pour les articles homonymes, voir Parent.
André Parent, né le 3 octobre 1944 à Montréal, est un neurobiologiste québécois.

## Biographie
André Parent obtient un baccalauréat en sciences de l'Université de Montréal en 1967, puis un doctorat en neuroanatomie de l'Université Laval en 1970 sous la direction du professeur Louis J. Poirier (1918-2014). Il poursuit par la suite des études postdoctorales de neuroanatomie à l'Institut Max-Planck pour la recherche sur le cerveau de Francfort, sous la direction du professeur Rolf Hassler (1914-1984).
En 1981, il devient professeur titulaire au département d'anatomie de la faculté de médecine de l'Université Laval et il occupe présentement le même poste au département de psychiatrie et de neurosciences.
De 1985 à 1992, il a été directeur scientifique du centre de recherche de l'hôpital de l'Enfant-Jésus et directeur du Laboratoire de neurobiologie de la faculté de médecine de l'Université Laval.
De 2003 à 2016, il a dirigé le Centre de recherche sur le cerveau, le comportement  et la neuropsychiatrie (CRCN), un centre facultaire qu'il a progressivement transformé en Centre thématique de recherche en neurosciences (CTRN), un centre universitaire qui regroupe maintenant plus de 70 chercheurs œuvrant dans le domaine des neurosciences à l'Université Laval.

## Thèmes de recherche
Neuromorphologie ; Anatomie chimique du système nerveux central ; Organisation anatomique et fonctionnelle des ganglions de la base chez le singe et l’homme ; Étude de la pathogénèse de certaines maladies neurodégénératives, principalement les maladies de Parkinson et de Huntington ; Évolution phylogénétique de l’encéphale ; Neurogenèse postnatale ; Histoire des neurosciences. 

## Publications
André Parent a publié au cours de sa carrière plus de 250 articles originaux dans des revues de calibre international, 350 résumés de communications, 45 chapitres de livre et trois volumes : 
- Comparative Neurobiology of the Basal Ganglia, New York, John Wiley & Sons, 1986, 335 p.  (ISBN 0-471-80348-0)
- Carpenter’s Human Neuroanatomy, Baltimore, Williams & Wilkins, 1996, 1011 p. (9th edition)  (ISBN 0-683-06752-4)
- L'histoire du cerveau : de l'Antiquité aux neurosciences, Québec, Les Presses de l’Université Laval ; Lyon, Chronique sociale, 2009, 308 p.  (ISBN 978-2-7637-8636-0)

## Distinctions
- 1994 - Fellow de la Société royale du Canada (section III : Académie des sciences)
- 1995 - Prix Léo-Pariseau décerné par l'Acfas
- 1996 - Prix J.C.B. Grant décerné par la Fédération canadienne des sociétés de biologie (FCSB)
- 1997 - Bourse Killam décernée par le Conseil des arts du Canada
- 2001 - Prix Jerry-Friedman de la Société Parkinson Canada
- 2002 - Prix Wilder-Penfield du Gouvernement du Québec
- 2008 - Fellow de l'Académie canadienne des sciences de la santé
- 2016 - Officier de l'ordre national du Québec
- 2017 - Médaille Gloire de l'Escolle (Grands diplômés) décernée par l'Université Laval
- 2017 - Officier de l'ordre du Canada[1]
- 2018 - Fellow de l'American Association of Anatomists
- 2021 - Professeur émérite de l'Université Laval